# Portable Document Format
« PDF » redirige ici. Pour les autres significations, voir PDF (homonymie).
Le Portable Document Format, communément abrégé en PDF, est un langage de description de page présenté par la société Adobe Systems en 1992 et qui est devenu en 2008 une norme ISO en format ouvert.
La spécificité du PDF est de préserver la mise en page d’un document — polices de caractères, images, objets graphiques, etc. — telle qu'elle a été définie par son auteur, et cela quels que soient le logiciel, le système d'exploitation et l'ordinateur utilisés pour l’imprimer ou le visualiser.

## Description

### Généralités
Le Portable Document Format qui se traduit de l'anglais en « format de document portable », généralement abrégé en PDF, est un format de fichier informatique créé par Adobe Systems.
L'avantage du format PDF est qu'il préserve les polices de caractères, les images, les objets graphiques et la mise en forme de tout document source, quelles que soient l'application et la plate-forme utilisées pour le lire.
Le format PDF peut aussi être interactif. Il est possible (grâce à des logiciels tels Adobe Acrobat Pro, LibreOffice ou Scribus) d'incorporer des champs de textes, des notes, des corrections, des menus déroulants, des choix, des calculs, etc. On parle alors de formulaire PDF.
C'est pourquoi, ce format est utilisé dans un ensemble large et varié de logiciels, de l'exportation dans les suites bureautiques grand public, aux manipulations par des programmes spécialisés de l'industrie artistique, en passant par la génération de factures électroniques ou documents officiels via Internet.
Plus techniquement, les fichiers PDF peuvent être créés avec des options personnalisées, tant au niveau de la compression des images et des textes, de la qualité d'impression du fichier, que du verrouillage (interdiction d'impression, de modification…).
Le PDF s'est imposé comme format d'échange (consultation d'écran, impression, etc.) et d'archivage de documents électroniques, il est devenu un « standard international ».

### Historique
Le format PDF est né de l'imagination de l'un des fondateurs d'Adobe, John Warnock. C'est à l'origine un projet destiné à répondre aux besoins de fonctionnement interne de sa société. Adobe étant déjà propriétaire et utilisateur du format PostScript, c'est naturellement ce format qui a servi de base au projet.
Avant sa première présentation officielle, le nom utilisé pour définir le projet était IPS, pour Interchange PostScript. Le logiciel destiné à l'exploitation de ce format portait le nom de code Carousel. C'est pour cette raison que le type de fichier Macintosh attribué au format PDF est CARO.
Annoncé lors de la conférence du Seybold à San-Jose (Californie) en 1991, le PDF 1.0 a été présenté au Comdex en 1992, où il a remporté le Best of Comdex Award. Depuis, le format a évolué à plusieurs reprises jusqu'à sa normalisation ISO en 2008.
Cette première version gérait déjà les liens, les signets et l'incorporation des polices de caractères, mais ne reconnaissait que l'espace colorimétrique RVB. Ce qui la rendait inutilisable par les professionnels du prépresse.
Le prix de la première version d'Acrobat Exchange était élevé et la version Reader coûtait 50 $US. À cause de cette politique tarifaire, Acrobat et le PDF ont d'abord connu une diffusion confidentielle. Qui plus est, il y avait des formats concurrents, comme Envoy (WordPerfect), Common Ground Digital Paper et même le format PostScript (.ps) d'Adobe.
Ensuite, Adobe a révisé le tarif d'Acrobat Exchange (devenu depuis Acrobat Pro) à la baisse et diffusé Acrobat Reader gratuitement.
Fonctions notables (innovantes à l'époque) :
- Display PostScript ;
- Portabilité ;
- Compression (ZIP pour les textes et les éléments vectoriels, ZIP ou JPEG pour les images matricielles) ;
- Indépendance par rapport aux polices de caractères (incorporées) ;
- Modifications incrémentielles ;
- Extensibilité du code interne.

Le format de fichier PDF a changé plusieurs fois, et continue d'évoluer, parallèlement à la sortie de nouvelles versions d'Adobe Acrobat. Il y a eu neuf versions de PDF et la version correspondante du logiciel :
- 1993, PDF 1.0 / Acrobat 1 ;
- 1994, PDF 1.1 / Acrobat 2 ;
- 1996, PDF 1.2 / Acrobat 3 ;
- 1999, PDF 1.3 / Acrobat 4 ;
- 2001, PDF 1.4 / Acrobat 5 ;
- 2003, PDF 1.5 / Acrobat 6 ;
- 2005, PDF 1.6 / Acrobat 7 ;
- 2006, PDF 1.7 / Acrobat 8 ;
- 2008, PDF 1.7, Adobe Extension Level 3, Acrobat 9 ;
- 2009, PDF 1.7, Adobe Extension Level 5, Acrobat 9.1.

Le format ouvert « ISO 32000-1:2008 PDF » a été publié par l'Organisation internationale de normalisation (ISO) le 1er juillet 2008. PDF est à présent une norme ISO, intitulée « Gestion de documents - - Format de document portable - - Partie 1: PDF 1.7 ».
Le 9 janvier 2017, le projet de norme ISO 32000-2 a atteint le stade d'approbation en étant publié par l'ISO en tant que texte final (FDIS en anglais), intitulé « Gestion de documents - - Format de document portable - - Partie 2 : PDF 2.0 ».

## Atouts et limites

### Reconstitution à l’identique
Le format PDF préserve la mise en forme du document source parce qu’il intègre dans un seul et même fichier les polices, les images, et autres éléments utilisés pour la création du document.

### Portabilité
Le PDF est consultable sur de nombreux appareils communicants (ordinateurs, tablettes, smartphones, etc.).
Le lecteur diffusé gratuitement par Adobe, nommé Adobe Reader est disponible sur de très nombreuses plates-formes et systèmes d’exploitation : Android, iOS, Windows, MacOS, Linux, Palm OS, Pocket PC, Symbian OS, Sun Solaris Sparc, IBM AIX, HP-UX, OS/2 / Warp, etc.
De nombreux autres lecteurs, dont certains sont des logiciels libres, existent également (Xpdf, gv, Foxit Reader, etc.).

### Interactivité
Le format PDF peut aussi être interactif : il est en effet possible, grâce à des logiciels tels Adobe Acrobat Pro, Scribus ou OpenOffice.org, d’incorporer des champs de textes, des notes, des corrections, des menus déroulants, des choix, des calculs, etc. On parle alors de formulaire PDF, ou de PDF multimédia.
Par ailleurs, il existe des lecteurs tiers capable de gérer une partie de ces fonctionnalités avancées, tels par exemple les divers lecteurs basés sur Poppler (Evince, Okular, ...), qui implémentent les formulaires PDF utilisant AcroForms, et en partie ceux utilisant XFA[réf. nécessaire].
Il est ainsi possible, par exemple : 
- d’incorporer des boutons radios (pour choix), des cases à cocher, des zones de listes, des champs de texte.
- de gérer des actions en fonction d'évènements (bouton de souris relâché, bouton de souris enfoncé, sortie d’un champ...) ;
- de créer des liens web (création d’un courrier électronique avec une adresse électronique via un logiciel de messagerie par défaut, consultation d’un site internet via un navigateur) ;
- de réaliser des calculs (total, somme...) ;
- d’incorporer des séquences animées (aux formats SWF et FLV uniquement, Flash Player requis pour l'utilisateur) ;
- de réaliser, via des choix proposés ou le langage JavaScript, une ou plusieurs actions.

Son format A4 facilite l’impression (contrairement aux formulaires web difficilement imprimables et archivables).

### Standard ouvert
Le format PDF a toujours été un standard ouvert et, en 2008, il est devenu une norme sous l’appellation ISO 32000. Gérée par l’ISO (Organisation internationale de normalisation), la norme ISO 32000 est développée dans le but de protéger l’intégrité et la longévité du format PDF, qui constitue un standard ouvert pour plus d’un milliard de fichiers PDF actuellement en circulation.

### Évolutivité
Plus de 2 000 fournisseurs à travers le monde proposent des solutions basées sur le format PDF : outils de création, modules externes et outils de conseil, de formation et de support.

### Fiabilité
La technologie PDF est de plus en plus utilisée pour la collecte d’informations, comme l'attestent les millions de documents PDF actuellement publiés sur le web et un nombre incalculable de fichiers PDF circulant dans les entreprises et administrations du monde entier.

### Intégrité des fichiers garantie
Les fichiers PDF sont fidèles aux documents originaux et conservent les informations du fichier source — texte, dessins, contenu multimédia, vidéo, éléments 3D, cartes, images couleur, photos et même fonctions de traitement — quelle que soit l’application utilisée pour le créer et même lorsque plusieurs formats sont regroupés au sein d’un Porte-document PDF. Les fichiers PDF sont donc orientés présentation, contrairement aux fichiers HTML et XML qui dissocient fondamentalement le contenu de sa présentation.

### Sécurité
On peut apposer une signature numérique ou protéger par mot de passe des documents PDF avec de nombreux logiciels.

### Indexation
Les fonctions de recherche de texte – à la condition qu'on ait utilisé un programme de reconnaissance optique de caractères – dans les documents et métadonnées facilitent l’indexation des documents PDF.

### Accessibilité
Compatibles avec les technologies d’assistance, les documents PDF facilitent l’accès aux informations électroniques pour les personnes handicapées.

### 3D
Il est possible depuis un logiciel de dessin CAO 3D d'insérer des fenêtres 3D dans les fichiers PDF. Différents outils existent pour ajouter de la 3D : Adobe Acrobat Pro supporte par défaut les formats U3D et PRC.
Des sociétés comme Tetra4D, proposent des outils d'import/export gérant de nombreux formats. La nouvelle tendance en 2016 consiste à créer des PDF riches et interactifs permettant d'exploiter de manière aussi complète que possible les informations contenues dans les fichiers 3D. Les PDF 3D sont surtout utilisés pour effectuer de la revue de projets et échanger des informations avec les différents intervenants. La lecture de ces fichiers 3D est possible nativement avec Acrobat Reader.

### Gestion des droits d'auteur
Avec l'acquisition en octobre 2000 de Glassbook Reader, une interface de mise en forme du livre basée sur le format PDF, Adobe peut offrir aux éditeurs un système de gestion des droits numériques (DRM), qui permet de limiter la lecture ou la modification du document. À l'image de l'industrie de la musique ou du cinéma, l'industrie du livre s'intéresse à une technologie qui lui permet de diffuser des œuvres soumises au droit d'auteur en ayant la garantie que le fichier ne se diffuserait pas en dehors des ordinateurs « autorisés ».
Le premier livre massivement diffusé sur le Glassbook Reader est Riding the Bullet de Stephen King, en avril 2000.
Il existe également différents outils de DRM permettant la distribution de fichiers PDF tout en conservant une parfaite maîtrise des droits des utilisateurs des documents (copier-coller, modification, impression, etc.) :
- CodeAndSoft distribue la solution DRM Ownerguard[10] ;
- Locklizard[11] ;
- FileOpen : permet de contrôler l'accès aux documents PDF.

Fin 2018, les formats eBooks, dont l’ePub, adaptés aux liseuses électroniques, concurrencent le format PDF pour la lecture de livre.

## Format

### Versions
La création du format PDF date de 1992. Depuis, le format a évolué à plusieurs reprises jusqu'à sa normalisation. La dernière version en date porte le numéro 2.0. Celle couramment implémentée dans les lecteurs PDFs est en revanche la 1.7.

### Normalisation
Le format PDF dans sa version 1.7 est normalisé par l’Organisation internationale de normalisation (ISO) sous la référence ISO 32000-1:2008. La norme a été publiée le 1er juillet 2008. La société Adobe Systems n'est donc plus maîtresse de l'évolution du format qu'elle a créé, dont les spécifications ont cependant toujours été publiques et gratuites. La publication de cette norme est maintenant à la charge de l'Organisation internationale de normalisation, qui la délivre contre 198 CHF.
Pour maintenir l'universalité du format, la société Adobe a cependant obtenu de l'ISO de pouvoir diffuser gratuitement sa propre version de cette publication, à condition qu'elle ne soit pas identique à l'original pour que son apparence ne puisse pas prêter à confusion quant à sa provenance. C'est donc une version différente dans la forme mais strictement identique sur le fond que la société Adobe délivre gratuitement au format PDF.
Prévue à l'origine pour début 2012, la version ISO 32000-2, alias PDF 2.0, a finalement été publiée en juillet 2017.
Des sous-ensembles du format PDF ont également été normalisés par l’ISO, il s'agit des formats PDF/A-1 (PDF for Archive, référencé par la norme ISO 19005-1), PDF/X (PDF for eXchange), PDF/VT (PDF for Volume Transactional Output), PDF/E (PDF for Engineering), PDF/UA et d'autres sous-ensembles sont actuellement en proposition pour devenir des normes ISO.

### Format ouvert
PDF est un format ouvert, c’est-à-dire que ses spécifications sont connues et que son créateur Adobe Systems autorise des programmes tiers à réutiliser son format.
Bien qu'Adobe détienne un certain nombre de brevets portant sur le format PDF, il accorde une licence gratuite à tous les développeurs pour mettre en œuvre les fonctions de lecture et de création de PDF dans des logiciels tiers.

## Logiciels manipulant les PDF
Les listes suivantes sont non exhaustives.

### Affichage
Quelques exemples de logiciels permettant d'afficher un fichier PDF.
| Logiciel        | Créateur(s) / Développeur(s)        | Système(s) d'exploitation | Licence                                                                                    |
| --------------- | ----------------------------------- | --- | ------------------------------------------------------------------------------------------ |
| Adobe Acrobat   | Adobe                               | Windows, macOS, Android, iOS, BlackBerry Tablet OS, Windows Phone                                                                       | Propriétaire                                                                               |
| Aperçu          | Apple                               | macOS | Propriétaire                                                                               |
| Evince          | L'équipe Evince                     | GNU/Linux, macOS, BSD, Unix, Windows | GPL (logiciel libre)                                                                       |
| Foxit Reader    | Foxit Corporation                   | GNU/Linux, macOS, Windows | Propriétaire                                                                               |
| Sumatra PDF     | Krzysztof Kowalczyk                 | Windows | GPL (logiciel libre)                                                                       |
| GSView          | L. Peter Deutsch / Artifex Software | Multiplateforme | GPL, Aladdin Free Public License (logiciel libre)                                          |
| Microsoft Edge  | Microsoft Corporation               | Windows, Android, iOS, macOS | Propriétaire                                                                               |
| Okular          | L'équipe Okular                     | GNU/Linux, BSD, Unix, Windows, macOS | GPL (logiciel libre)                                                                       |
| OnlyOffice      | Ascensio System SIA                 | GNU/Linux, macOS, Windows | SaaS, GNU Affero General Public License3, Apache (logiciel libre)                          |
| Google Chrome   | Google Inc.                         | Android, GNU/Linux, macOS, Windows | Propriétaire                                                                               |
| Mozilla Firefox | Mozilla                             | Android, GNU/Linux, macOS, Windows | MPL2 (logiciel libre)                                                                      |
| PDF Studio (en) | Apryse                              | GNU/Linux, macOS, Solaris, Windows | Propriétaire                                                                               |
| STDU Viewer     | STDUtility                          | Windows | Propriétaire (gratuit)                                                                     |
| Xpdf            | Foo Labs                            | GNU/Linux, Unix | GPL2 (logiciel libre)                                                                      |
| XnView          | Pierre-Emmanuel Gougelet            | Windows, macOS, GNU/Linux x86, GNU/Linux ppc, OpenBSD x86, NetBSD x86, FreeBSD x86, Solaris sparc, Solaris x86, Irix mips, HP-UX et AIX | Gratuiciel (utilisation privée, dans l'éducation ou les organisations à but non lucratif). |
| Zathura (en)    | pwmt                                | macOS, GNU/Linux x86, GNU/Linux ppc, OpenBSD x86                                                                                        | Licence zlib (logiciel libre)                                                              |

### Création
Ces logiciels créent des fichiers dans différents formats et peuvent exporter dans le format PDF.
- Adobe Acrobat
- WPS Office
- Apache OpenOffice
- FineReader
- Ghostscript
- LibreOffice
- Certaines versions de Microsoft Office
- iWork
- Scribus
- 3D Turbo
- Adobe InDesign
- MuseScore
- Google Docs

### Conversion vers le PDF
Ces logiciels permettent de générer des fichiers PDF depuis certains types de formats :
- Gestionnaires d'impressions :
  - les gestionnaires d'impression, notamment sur Mac OS/X et Linux, permettent d'« imprimer dans un fichier », au format PostScript ou PDF ;
  - le gestionnaire d'impression PDFCreator permet d'imprimer dans un fichier au format PDF sous Windows.
- Autres :
  - certains navigateurs web possèdent souvent une fonction d'export dans un fichier en PDF (on peut retrouver les mêmes fonctions avec l'outil en ligne de commande html2pdf) ;
  - luatex et laTeX permettent de convertir depuis LaTeX vers du PDF ;
  - Joplin exporte des documents HTML ou Markdown, notamment en PDF ;
  - Sphinx peut générer des fichiers PDF à partir de sources écrites en reStructuredText ;
  - Les suites bureautiques dérivées d'OpenOffice.org permettent d'exporter les documents compatibles avec celles-ci vers différents formats PDF (hybride, PDF/A, FDF, etc.) ;
  - Les suites bureautiques Microsoft Office et WPS Office permettent d'exporter ou de convertir les types de documents Word, Excel, PowerPoint vers le format PDF.

### Édition
- Adobe Acrobat :
- Adobe Illustrator ;
- Draw (Apache OpenOffice et LibreOffice) ;
- Foxit PDF Editor ;
- Inkscape ;
- Master PDF Editor ;
- Microsoft Word ;
- Microsoft Edge ;
- PDF Studio (en) ;
- Sejda PDF Desktop ;
- WPS Office ;
- PDFedit ;
- PDFtk ;
- Wondershare PDFelement

### Conversion
- Apache OpenOffice ;
- WPS Office ;
- GIMP ;
- LibreOffice ;
- pdf-parser (en).

#### Formats similaires
- DjVu
- XML Paper Specification
- PostScript Printer Description